# Saint-Jean-de-Braye
Saint-Jean-de-Braye là một xã của tỉnh Loiret, thuộc vùng Centre-Val de Loire, miền trung nước Pháp.